# Saut de chaîne
Un saut de chaîne est, en cyclisme, un incident mécanique au cours duquel une chaîne de bicyclette sort des dents du pédalier ou du pignon de la roue arrière de sorte que le mouvement du premier ne peut plus être transmis au second. Il peut être provoqué par l'utilisation du dérailleur, en particulier lorsque le cycliste change de développement trop rapidement.
Des sauts de chaîne ont pu, au cours de l'histoire du sport cycliste, avoir une certaine importance sur le déroulement de certaines courses. Un exemple est le saut de chaîne que subit Andy Schleck le 19 juillet 2010 durant une attaque aussitôt contrée par Alberto Contador, son dauphin d'alors, au cours de l'ascension du Port de Balès, à la fin de la 15e étape du Tour de France 2010. Schleck perd, à cette occasion, le maillot jaune au profit de Contador. L'Écossais David Millar est victime d'un saut de chaîne lors du prologue du Tour de France 2003 et termine deuxième de la course, à huit centièmes de secondes de Bradley McGee. À la suite de cet incident, la direction sportive de l'équipe Cofidis à laquelle appartient Millar est remaniée. Alain Bondue reste manager mais ses fonctions d'encadrement sportif sont confiées à Francis Van Londersele.